# Павле Којић
Павле Којић (Стари Врбас, 1800 — Будим, 26. децембар 1879) био је српски адвокат и председник Матице српске.

## Биографија
Рођен је као друго од петоро деце, у угледној свештеничкој породици. Његов отац је био Симеон Којић, староврбаски парох, а мајка Макрена.
Основно образовање је стекао у Старом Врбасу и у Приватној латинској школи у Новом Врбасу. Школовање је наставио у Католичкој гимназији у Новом Саду а правни факултет је завршио у Пешти. Године 1824. радио је као адвокат у Будиму. Године 1838, као млад адвокат, био је приложник за помоћ тек насталој библиотеци у Београду, данас Народној библиотеци Србије.
За почасног члана Матице српске је изабран 24. новембра 1842. године, на предлог владике Платона Атанацковића. Дужност заменика председника Матице српске обављао је од 1849. до 1853. године. Пети по реду председник Матице српске, постао је 21. августа 1853. године. Значајно је допринео формирању Библиотеке Матице српске и објављивљњу Летописа.
У времену кад је Павле Којић био предсеник Матице српске, била је обележена стогодишњица од рођења Саве Текелије. Такође, Матица српска је из Пеште прешла у Нови Сад. Године 1863, Павле Којић је за надзорника Текелијанијума поставио Јована Јовановића, касније названог Змај. Поклонио је Којић једном приликом портрете својих родитеља Музеју Матице српске, смештеном у Трандафиловој задужбини.
Осим послова у Матици српској, Павле Којић је 42 године био и председник православне црквене општине у Пешти и у Будиму.
Сахрањен је на Новом табанском гробљу у Будиму. Касније је то гробље поништено а посмртни остаци пренети у заједничку гробницу на гробље у Фаркашрету. Посмртни остаци Павла Којића почивају у заједничкој гробници будимских Срба.